# Thérèse Liotard

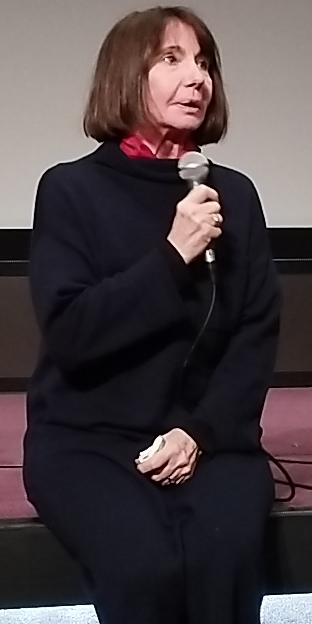
Thérèse Liotard, 2023

Thérèse Liotard (* 6. Mai 1949 in Lille, Département Nord) ist eine französische Schauspielerin.

## Leben
Thérèse Liotard trat ab Anfang der 1970er Jahre in französischen Film- und Fernsehproduktionen auf. Ab Mitte der 1970er Jahre trat sie wiederholt als Theaterdarstellerin in Erscheinung.
Ab 1983 war Liotard in der Fernsehserie Jim Bergerac ermittelt in mehreren Folgen in der Rolle der Danielle Aubry zu sehen.
1990 feierte sie ihren größten Erfolg als Tante Rose in den Filmen Der Ruhm meines Vaters und Das Schloß meiner Mutter, die beide auf dem autobiographischen Roman Eine Kindheit in der Provence von Marcel Pagnol basierten. Die Rolle brachten ihr bei der Verleihung des César 1991 eine Doppelnominierung als Beste Nebendarstellerin ein.

## Filmografie (Auswahl)
- 1970: Der Zerstreute (Le distrait)
- 1971: Raphael, der Wüstling (Raphaël ou le débauché)
- 1974: Malicroix (Fernsehfilm)
- 1974: Ein wildes Leben (La jeune fille assassinée)
- 1975: Sondertribunal – Jeder kämpft für sich allein (Section spéciale)
- 1975: Die Eingeweihten von Eleusis (Les compagnons d’Eleusis, Fernsehserie)
- 1976: Kommissar Moulin (Commissaire Moulin, Fernsehserie, 1 Folge)
- 1977: Die eine singt, die andere nicht (L’une chante, l’autre pas)
- 1980: Death Watch – Der gekaufte Tod (La mort en direct)
- 1980: Die Sonnenpferde (Les chevaux du soleil, Fernsehserie)
- 1983–1991: Jim Bergerac ermittelt (Bergerac, Fernsehserie, zehn Folgen)
- 1987: Cloud Waltz – Wolkenträume (Cloud Waltzing, Fernsehfilm)
- 1987: Der Junge aus Kalabrien (Un ragazzo di Calabria)
- 1988: Einige Tage mit mir (Quelques jours avec moi)
- 1989: Der Zug aus Wien (Le train de Vienne, Fernsehfilm)
- 1990: Der Ruhm meines Vaters (La gloire de mon père)
- 1990: Das Schloß meiner Mutter (Le château de ma mère)
- 1990: Die Entzauberte (La désenchantée)
- 1991: Einmal Himmel und zurück (Coup de Chance, Fernsehfilm)
- 1991: Les enfants du vent
- 1993: À cause d’elle
- 1997: Marthe
- 1997: La belle vie (Miniserie)
- 1998: Coquillettes
- 1999: Nur kein Skandal! (Pas de scandale)
- 2000: Stadtrandfluchten (Mix-cité, Fernsehfilm)
- 2000–2005: Marc Eliot (Fernsehserie, fünf Folgen)
- 2004: 3 petites filles
- 2004: Kommissar Navarro (Navarro, Fernsehserie, 1 Folge)
- 2005: Un prof en cuisine (Fernsehfilm)
- 2010: Le grand restaurant (Fernsehfilm)
- 2011: I Love Périgord (Fernsehfilm)
- 2013: Le bonheur

## Theater (Auswahl)
- 1974: Le Poignard masqué (von Auguste Anicet-Bourgeois, Regie: Jacques Seiler im Théâtre Hébertot, Paris)
- 1975: On loge la nuit-café (von Gérard de Nerval, Regie: Jean-Michel Ribes, Festival du Marais Hôtel de Donon, Espace Pierre Cardin, Paris)
- 1978 Platonov (von Anton Tschechow, Regie: Gabriel Garran, im Théâtre de la Commune, Aubervilliers)
- 1981: Madame est sortie (von Pascal Jardin, Regie: Pierre Boutron, Comédie des Champs-Elysées, Paris)
- 1987: La nuit & le moment (von Crébillon fils, Regie: Philippe Ferran, Théâtre Trois sur Quatre)
- 1988: L’Hurluberlu (von Jean Anouilh, Regie: Gérard Vergez, Théâtre du Palais-Royal, Paris)
- 1989: Andromaque…Andromaque (von Jean Racine, Regie: Philippe Ferran, Théâtre du Rond-Point, Paris)
- 1990: La Religion portugaise d’après les Lettres portugaises (von Gabriel de Guilleragues, Regie: Philippe Ferran, Théâtre du Rond-Point, Paris)
- 1992: Les Passions (von Pierre Franck, nach Anne Louise Germaine de Staël, Regie: Pierre Franck, Théâtre de l’Atelier, Paris)
- 2007: Poker (von Jean Cassiès, Regie: Sonia Vollereaux, Comédie de Paris, Paris)